# Ilshu
Il-Shu (fl. XXVII-XXVI secolo a.C.) è stato il primo Re della città di Mari, importante snodo commerciale fra la Mesopotamia e l'Asia minore..
Detto anche Anbu, Il suo regno dovrebbe collocarsi fra il 2617 ed il 2587 a.C., ed il suo successore dovrebbe essere Anba, secondo una lista conservata negli archivi di Ebla, città sita attualmente in Siria, al tempo tributaria di Mari. La sua storicità è provata da ritrovamenti nel secondo strato (Mari II) del tell di Mari.